# 九条成子
九条 成子（くじょう なるこ、旧字体：九條 成󠄁子）は、公爵九条道秀の後妻。平安神宮名誉宮司の九条道弘の継母。
夫道秀の叔母が貞明皇后に当たるため、昭和天皇は義理の従姉に当たる。

## 生涯
土山尊弘の次女として、明治32年（1899年）に生まれる。
昭和18年（1943年）以後、九条道秀の後妻となった。
平成3年（1991年）に没した。